# Полет 63 на „Американ Еърлайнс“
Полет 63 на „Американ Еърлайнс“ е редовен международен пътнически полет от летище „Шарл дьо Гол“, Париж, Франция, до международното летище „Маями“, Маями, Флорида, Съединени американски щати, управляван от „Американ Еърлайнс“. На 22 декември 2001 г. на борда на самолета „Боинг 767-300ER“, който изпълнява полета, е направен опит за бомбен атентат от Ричард Рийд с пластични експлозиви, поставени в подметките на чифт обувки, докато машината лети над Атлантическия океан на път към Маями. Пътниците обаче неутрализират атентатора, след което пилотът отклонява машината към международното летище „Логан“, Бостън, ескортиран от американски изтребители, и каца без допълнителни инциденти.
Причината, поради която атентаторът не успява да взриви бомбата, е потта от краката му, която навлажнява твърде много триацетон трипероксида и предотвратява неговото възпламеняване. По време на разследването около инцидента при полет 587 на „Американ Еърлайнс“ става ясно, че Ричард Рийд е вербуван от „Ал-Каида“. Той е осъден на три доживотни присъди и още 110 години затвор без право на условно освобождаване.
През 2006 г. процедурите за сигурност на американските летища са променени в отговор на този инцидент, като пътниците са задължени да събуят обувките си, преди да преминат през скенерите. Въпреки това разпоредбата за децата под 12-годишна възраст и за хора над 75 години е облекчена. През 2025 г. тези правила са напълно премахнати на избрани летища.